# 11446 Betankur
11446 Betankur (1978 TO8) là một tiểu hành tinh vành đai chính được phát hiện ngày 9 tháng 10 năm 1978 bởi L. V. Zhuravleva ở Đài vật lý thiên văn Crimean.